# Siheyuan

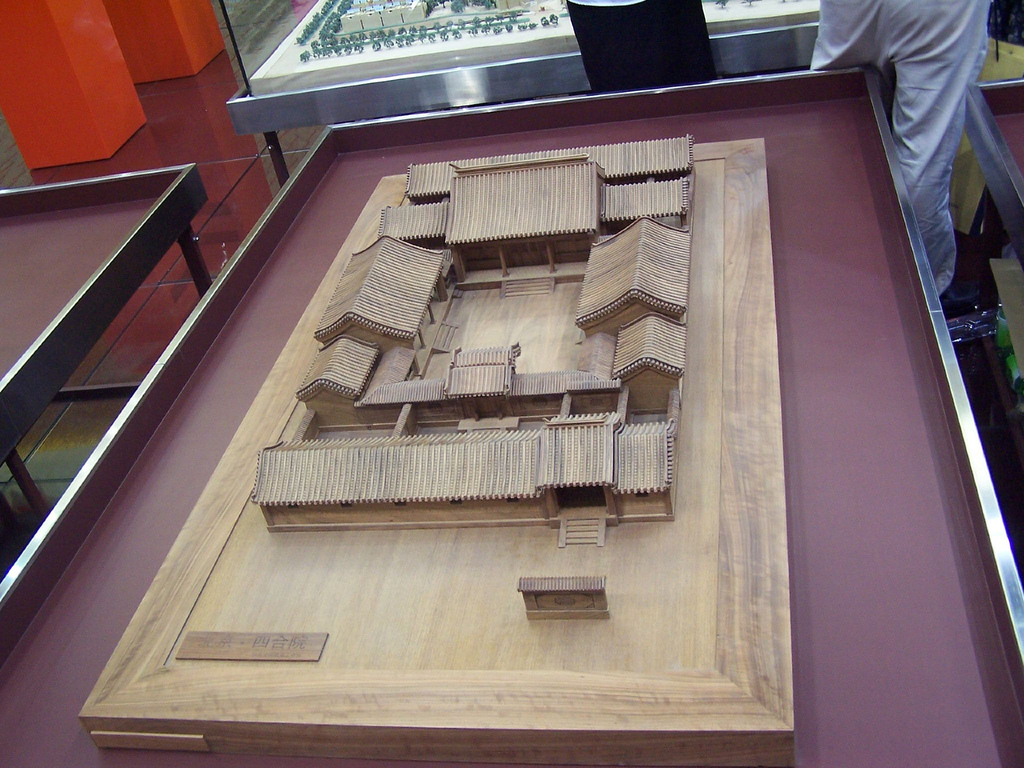
Modell eines Siheyuan

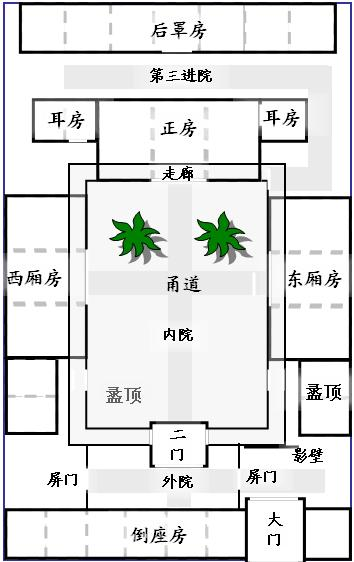
Grundriss eines Siheyuan

Siheyuan (chinesisch 四合院, Pinyin sìhéyuàn, Jyutping sei3hap6jyun6*2, auch 四合房,  sìhéfáng, Jyutping sei3hap6fong4) ist ein chinesischer Wohnhof, der an allen vier Himmelsrichtungen von Häusern umgeben ist. Wörtlich heißt Siheyuan ein von vier Seiten umschlossener Hof, also ein Vierseithof.

## Hintergrund
Ein Siheyuan ist eine traditionelle Art der Wohnbebauung, wie sie in ganz China und besonders häufig im Gebiet in und um Peking anzutreffen ist. Die wörtliche Bedeutung umschreibt dabei einen Innenhof, der durch vier Gebäude begrenzt und eingeschlossen wird. Daher wird ein solcher Hof manchmal auch als „chinesisches Rechteck“ bezeichnet. In der Antike gingen alle Bauten wie Tempel-, Palast- oder Hofanlagen auf ein solches Grundmuster zurück. Durch diese Struktur und Anordnung der Gebäude wird nach außen der Reichtum oder Wohlstand des Besitzers dargestellt, der in der Lage war, eine Großfamilie zu ernähren.

## Beschreibung

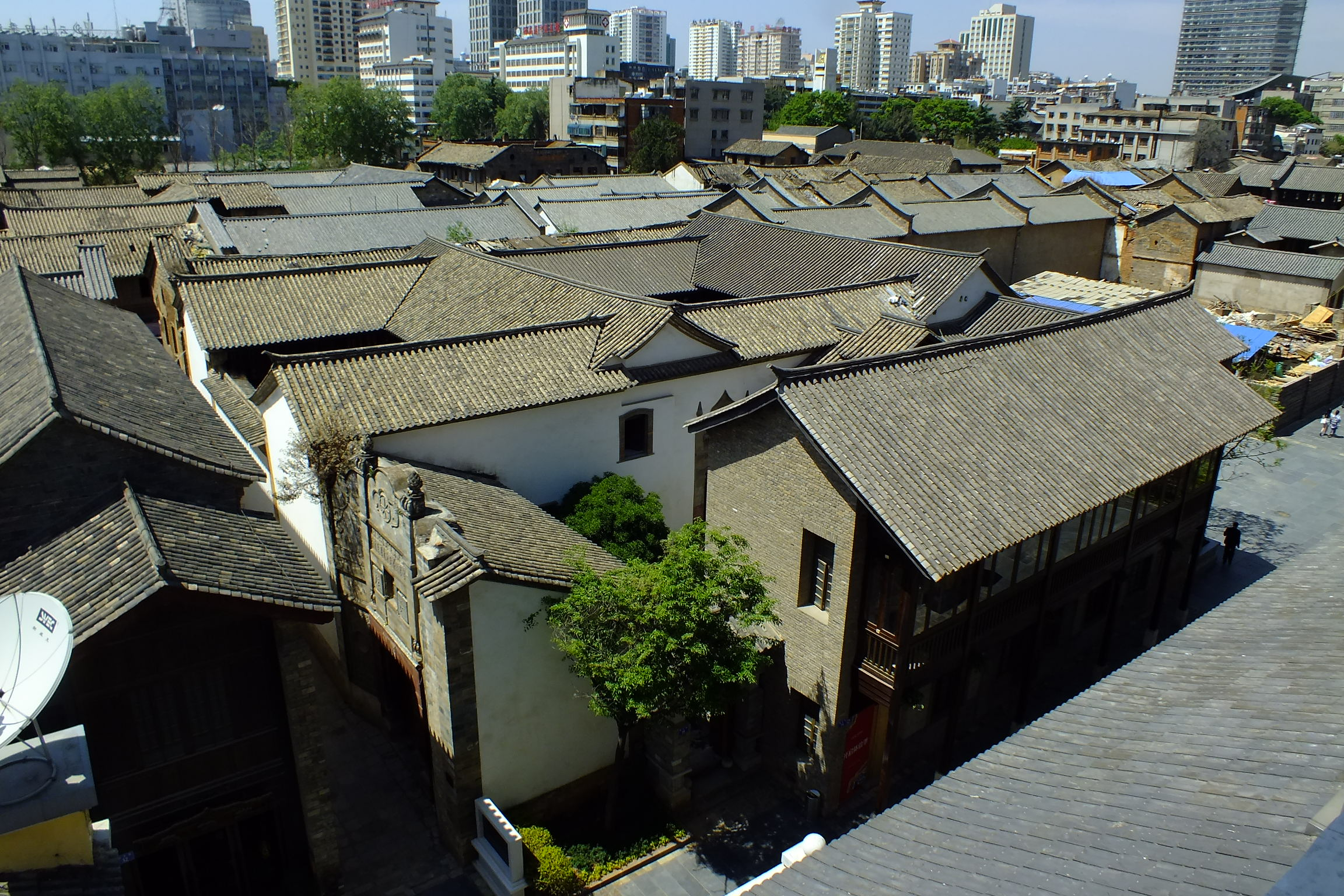
Kunming

Die Grundform ist dabei ein rechteckiger Innenhof, der von vier Baugruppen umschlossen wird, deren Fenster und Türen sich zu diesem Hof hin öffnen und so den Innenhof zu einem „grünen Zimmer“ oder Treffpunkt für alle Mitbewohner werden lassen. Das rasante Wachstum der Bevölkerung führte jedoch schon um das Jahr 1900 zu einem Platzmangel, was die Nutzung der Innenhöfe erschwerte.
Die Gassen und die aus solchen Gassen bestehenden Wohngebiete werden als Hutong bezeichnet. Das Tor der meisten Siheyuan öffnet sich nach Süden. Deshalb laufen die Hutongs meist von Ost nach West.
Die Straßenfront eines Siheyuan ist durch eine hohe Mauer gekennzeichnet. In den Hof kommt man nur über eine hohe Türschwelle, deren Zweck es ist, Staub und Mäuse abzuhalten. Außerdem soll sie auch Unglück fernhalten.